# 燦々SUN
燦々SUN（さんさんさん、1993年10月8日- ）は、日本のライトノベル作家。

## 概要
元々、短編を中心にして、小説投稿サイト「小説家になろう」で活動していた。なろう系の小説を多数読んでいるうちにアイデアが短編の形で出来上がったといい、2017年10月頃に自身が初めて書いた小説を初めてネット上に投稿した。
その後、小説家になろうに投稿した短編がきっかけとなり、出版デビューを果たした。『時々ボソッとロシア語でデレる隣のアーリャさん』は、2020年度紙本ライトノベル新作売上＆ラブコメ新作電子書籍初速DL数歴代第1位を獲得した他、2021年で最も売上部数の多かったライトノベルとなった。
影響を受けた作家・作品としては、自身で初めて購入したライトノベルにあたる川原礫の『アクセル・ワールド』の名前を挙げ、特に人物描写を細かく描いたり、心理描写をどう描くかに関しては川原の影響を受けていると話している。間違いなく名作だと思う作品としては『鋼の錬金術師』と『進撃の巨人』を挙げている。反対に、サイエンス・フィクションはあまり読まない部類だと話している。

## 作品一覧
- 『時々ボソッとロシア語でデレる隣のアーリャさん』シリーズ（イラスト:ももこ、角川スニーカー文庫〈KADOKAWA〉、既刊10巻+番外編2巻）[6]